# Egzekucje na Wydmach Łuże
Egzekucje na Wydmach Łuże – zbiorowe egzekucje polskich więźniów politycznych przeprowadzane przez okupantów niemieckich na Wydmach Łuże w Puszczy Kampinoskiej. W 1942 roku funkcjonariusze SS i policji niemieckiej rozstrzelali tam 85 osób.

## Geneza
W nazistowskich planach ujarzmienia narodu polskiego Warszawa zajmowała miejsce szczególne. Mimo iż w Generalnym Gubernatorstwie dawną stolicę Polski zdegradowano do roli miasta prowincjonalnego, Warszawa pozostawała nadal centrum polskiego życia politycznego, intelektualnego i kulturalnego. Stanowiła także siedzibę władz Polskiego Państwa Podziemnego oraz miejsce funkcjonowania szczególnie silnych i dobrze zorganizowanych struktur ruchu oporu. Generalny gubernator Hans Frank zapisał w swoim dzienniku pod datą 14 grudnia 1943: „gdybyśmy nie mieli Warszawy w Generalnym Gubernatorstwie, to nie mielibyśmy 4/5 trudności, z którymi musimy walczyć. Warszawa jest i pozostanie ogniskiem zamętu, punktem, z którego rozprzestrzenia się niepokój w tym kraju”.
Od pierwszych dni okupacji Niemcy stosowali brutalny terror wobec ludności Warszawy, wymierzony w pierwszym rzędzie w przedstawicieli polskich elit politycznych i intelektualnych, społeczność żydowską oraz osoby w jakikolwiek sposób powiązane z ruchem oporu. Warszawskie więzienia i areszty – Pawiak, areszt śledczy przy ul. Daniłowiczowskiej, więzienie mokotowskie, piwnice siedziby Sipo w Alei Szucha – zapełniły się aresztowanymi. Codziennością stały się uliczne łapanki, deportacje do obozów koncentracyjnych i zbiorowe mordy. Egzekucje więźniów politycznych z Warszawy Niemcy przeprowadzali zazwyczaj w tajemnicy, w okolicach niedostępnych dla osób postronnych. Miejscami kaźni stały się m.in. ogrody sejmowe przy ul. Wiejskiej, Las Kabacki, Szwedzkie Góry na terenie Bemowa, a przede wszystkim – „polana śmierci” w Palmirach.
W lipcu 1941 roku Niemcy zaprzestali przeprowadzania egzekucji w Palmirach, gdyż dokonywane tam zbrodnie przestały stanowić jakąkolwiek tajemnicę dla polskiej ludności. Eksterminacja bezpośrednia została wówczas częściowo zastąpiona masowymi wywózkami do obozów koncentracyjnych. Nie oznacza to jednak, że okupanci całkowicie zrezygnowali z likwidacji polskich więźniów politycznych. Niemcy zaczęli odtąd poszukiwać nowych lokalizacji w podwarszawskich lasach, które mogłyby posłużyć jako miejsca tajnych egzekucji. Jednym z takich miejsc stały się Wydmy Łuże na obrzeżach Puszczy Kampinoskiej (leżące pomiędzy osiedlami Dąbrowa i Laski).

## Stracenie więźniów Pawiaka
W nocy z 7 na 8 października 1942 roku żołnierze Armii Krajowej przeprowadzili zakrojoną na szeroką skalę akcję dywersyjną, mającą na celu sparaliżowanie warszawskiego węzła kolejowego (Akcja „Wieniec”). Siedem patroli bojowych wysadziło wówczas tory kolejowe w różnych punktach wokół miasta, blokując na wiele godzin ruch pociągów towarowych i wojskowych, kierowanych do Warszawy i na front wschodni. Była to pierwsza tak duża operacja bojowa AK na terenie okupowanej Polski, wymierzona w niemiecki system transportowy.
Obawiając się, że okupant może zemścić się na ludności cywilnej, Armia Krajowa nie przyznała się do zorganizowania dywersji. Podjęto także działania maskujące, które miały przekonać Niemców, że atak na warszawski węzeł kolejowy był dziełem sowieckiej grupy dywersyjnej (przerzuconej do Polski drogą lotniczą). Powyższe starania zakończyły się jednak niepowodzeniem, gdyż władze okupacyjne postanowiły wykorzystać akty dywersji jako pretekst do wzmożenia terroru wobec ludności Warszawy. 15 października 1942 roku z więzienia na Pawiaku wywieziono na egzekucję 36 mężczyzn i 3 kobiety. Skazańców rozstrzelano na Wydmach Łuże w Puszczy Kampinoskiej i pogrzebano we wspólnej mogile. Wyniki przeprowadzonej w 1947 roku ekshumacji wskazują, że większość ofiar otrzymała postrzał od tyłu, choć niektóre zwłoki nosiły również ślady strzału w brzuch lub nogi. Ofiary odziane były w ciepłe ubrania, u jednej znaleziono także opaskę na oczach. Niektóre ciała nosiły oznaki tortur (powybijane zęby).
W grupie więźniów Pawiaka rozstrzelanych tego dnia na wydmach Łuże znaleźli się m.in.:
- Adam Łada-Bieńkowski (przedwojenny dyrektor Obywatelskiego Komitetu Zimowej Pomocy Bezrobotnym, przewodniczący okręgu warszawskiego ZHP);
- Wincenty Boy ps. „Inspektor” (szef oddziału kwatermistrzowskiego i zaopatrzeniowego w organizacji dywersyjnej AK „Wachlarz”);
- Wilhelm Baranowski (oficer „Wachlarza”);
- Jakub Jaskulski[b], Władysław Jasiński i Feliks Sudar – pracownicy Urzędu Telekomunikacyjnego (aresztowani po zabójstwie oficera Gestapo w Zielonce);
- Izydor Koszykowski (komunista, autor powieści autobiograficznej „Dziecko ulicy”);
- Ignacy Wiśniewski (oficer AK).

Po upływie kilku miesięcy niektóre rodziny zamordowanych otrzymały z niemieckiej policji urzędowe zawiadomienia o śmierci swoich bliskich. Jako datę zgonu podawano w nich 15 października 1942 roku, zatajono jednakże jego przyczynę.
Nie była to jedyna zbrodnia dokonana przez Niemców w odwecie za akcję „Wieniec”. 16 października okupanci  przeprowadzili pierwszą publiczną egzekucję na terenie Warszawy. W pięciu miejscach na peryferiach miasta powieszono wówczas 50 więźniów Pawiaka.

## Pozostałe egzekucje na Wydmach Łuże
Kaźń w dniu 15 października 1942 roku nie była jedyną egzekucją przeprowadzoną przez Niemców na Wydmach Łuże. Podczas prac ekshumacyjnych prowadzonych tam w 1947 roku odkryto bowiem jeszcze dwie inne zbiorowe mogiły. Z jednej z nich wydobyto ciała 18 mężczyzn. Znajdowały się one w stanie zupełnego rozkładu jednak mimo wszystko udało się zidentyfikować dwóch straconych – Stefana Cybulę i Juliana Klimaszewskiego. 
W drugim grobie odnaleziono szczątki 28 osób. Ze względu na daleko posunięty rozkład zwłok i brak jakichkolwiek dokumentów nie udało się zidentyfikować żadnej z ofiar. Wyniki ekshumacji wskazywały, że skazańcy pochowani w tej mogile byli odziani w spodnie i swetry ale bez wierzchnich okryć. Uwagę zwracał fakt, że ciała były starannie ułożone w grobie, co odróżniało tę mogiłę od innych miejsc kaźni w okolicach Warszawy, gdzie zwykle znajdowano w grobach bezładnie rozrzucone zwłoki. Wśród miejscowej ludności krążyły pogłoski, że kilka dni po egzekucji (której terminu nie umiano jednak wskazać), mogiła została odkopana przez nieznanych sprawców, którzy wydobyli i potajemnie wywieźli część ciał.
Niewiele wiadomo na temat dat i przebiegu obu egzekucji. Nie jest również znana tożsamość większości ofiar. W szczególności brakuje przekonujących dowodów, które mogłyby potwierdzić, że skazańców przywieziono na miejsce straceń z jednego z warszawskich więzień. Pewnym jest jedynie, że ofiary nie były mieszkańcami gminy Młociny. Władysław Bartoszewski zakładał, że obie egzekucje przeprowadzono w 1942 roku.

## Po wojnie
Zbiorowe groby na Wydmach Łuże zostały przypadkowo odkryte podczas prac poszukiwawczych prowadzonych przez PCK w innych miejscach na terenie gminy Młociny, gdzie spodziewano się znaleźć groby kryjące zwłoki ofiar niemieckiego terroru (Laski, Wólka Węglowa). Ekshumację przeprowadzono w dniach 12–13 maja 1947 roku. Z trzech grobów wydobyto łącznie 85 ciał. Dzięki znalezionym przy zwłokach dokumentom oraz zeznaniom i relacjom więźniów Pawiaka udało się zidentyfikować 15 mężczyzn i trzy kobiety rozstrzelane w dniu 15 października 1942 roku. Jak już wspomniano, spośród 46 zwłok wydobytych z pozostałych grobów, udało się zidentyfikować tylko dwie ofiary.
Szczątki 83 osób zamordowanych na Wydmach Łuże pochowano na cmentarzu w Palmirach, gdzie obecnie spoczywają wraz z ciałami ponad 2000 ofiar niemieckiego terroru, odnalezionymi po wojnie w pozostałych miejscach kaźni nieopodal Warszawy.

## Odpowiedzialność sprawców
Odpowiedzialność za działania prowadzone w 1942 roku przez niemiecki aparat bezpieczeństwa w Warszawie – a więc również za egzekucje na Wydmach Łuże – spada w pierwszym rzędzie na gubernatora dystryktu warszawskiego, Ludwiga Fischera, oraz ówczesnego Dowódcę SS i Policji w dystrykcie warszawskim – SS-Oberführera Ferdinanda von Sammern-Frankenegga. 3 marca 1947 roku Ludwig Fischer został skazany wyrokiem Najwyższego Trybunału Narodowego na karę śmierci. Wyrok wykonano. Ferdinand von Sammern-Frankenegg zginął w 1944 roku podczas potyczki z jugosłowiańskimi partyzantami.
W rzeczywistości rolę spiritus movens dla wszystkich działań terrorystycznych i eksterminacyjnych prowadzonych wobec polskiej i żydowskiej ludności Warszawy pełnił podległy im SS-Standartenführer Ludwig Hahn – komendant SD i policji bezpieczeństwa w Warszawie w latach 1941–1944. Po wojnie Hahn przez wiele lat mieszkał w Hamburgu pod swoim prawdziwym nazwiskiem. Przed sądem stanął dopiero w 1972 roku i po trwającym rok procesie skazany został na karę 12 lat pozbawienia wolności. W procesie rewizyjnym hamburski sąd przysięgłych podwyższył karę na dożywotnie pozbawienie wolności (1975). Hahn wyszedł jednak na wolność w 1983 roku i zmarł trzy lata później.